# Friedrich Hoffmann
Friedrich Hoffmann (n. 19 februarie 1660, Halle (Saale), Archbishopric of Magdeburg⁠(d) – d. 12 noiembrie 1742, Halle (Saale), Regatul Prusiei) a fost medic și chimist german.